# Церковь Сан-Джованни Элемозинарио
Сан-Джованни-Элемозинарио (итал. La chiesa di San Giovanni Elemosinario) — церковь в Венеции, в районе Сан-Поло квартала Риальто. Посвящена Святому Иоанну Милостивому. Греческое слово (греч. Ελεήμων) означает «Милостивый»; (итал. еlemosinario — подающий милостыню, занимающийся благотворительностью). Церковь является частью ассоциации «Chorus Venezia».

## История
Церковь Святого Иоанна была основана до 1071 года. Стала приходской в конце XI века, в период, когда произошла реорганизация венецианской церковной администрации. В 1514 году она была полностью разрушена катастрофическим пожаром в квартале Риальто, уничтожившим множество зданий. Реконструкция всего района была поручена архитектору Антонио дель Аббонди под прозванием Скарпаньино. Он также разработал проект реконструкции церкви в стиле итальянского Возрождения.
Реконструкция церкви была завершена около 1531 года, в первые годы правления дожа Андреа Гритти (1523—1538). С годами церковь стала место собраний членов различных торговых и ремесленных братств, гильдий искусств и ремёсел, которые соревновались в украшении достойными её произведениями искусства. Церковь была украшена произведениями выдающихся художников того времени, таких как Тициан, Якопо Пальма Младший, Джованни Антонио де Саккис, известный как Порденоне.

## Архитектура и произведения искусства
Церковь представляет собой в плане греческий крест, вписанный в квадрат. Внутри имеются три нефа, перекрытые простыми цилиндрическими сводами. В капеллах боковых нефов имеется множество живописных картин. Запрестольный образ главного алтаря работы Тициана изображает «Святого Иоанна Милостивого» (1545—1550); в правой апсиде находится картина «Святые Екатерина Александрийская, Себастьян и Рох» (ок. 1533) работы Порденоне.
В церкви имеется несколько произведений венецианского живописца Леонардо Короны. В правом нефе: «Посвящение святителя Николая Барийского в сан епископа», «Вознесение на крест святого Андрея». Большое полотно с изображением «Жатвы манны небесной». В пресбитерии: «Воскресение Христа», «Моисей и чудо со скалой», «Распятие Христа», «Моление в саду»; в левом приделе: «Восхождение на Голгофу». «Архангел Гавриил» и «Благовещение Марии» в левом боковом нефе считаются произведениями школы Леонардо Короны.
В 1591 году Скуола торговцев заказала греческому живописцу Антониоcу Вассилакиcу алтарный образ «Омовение ног», который был помещён слева от главного алтаря, чтобы завершить цикл Страстей Иисуса, созданный Леонардо Короной.